# Giovanna Sanna
Giovanna Sanna (Florinas, 8 giugno 1960) è una politica italiana.

## Biografia
Insegnante, è stata sindaco di Florinas per quattro mandati: dal 1993 al 2002 e dal 2007 al 2017.
Alle elezioni politiche del 2013 viene eletta alla Camera dei Deputati, nella circoscrizione Sardegna, nelle liste del Partito Democratico.